# Sam Healy
Samantha "Sam" Healy actriz  australiana, más conocida por haber interpretado a Jazmina Hillerman en la serie australiana All Saints.

## Biografía
Sam nació en Rockhampton y asistió a la Marian St Stanislaus College (ahora conocida como: Emmaus College). 
En 1996 se graduó del University of Technology's Academy of Arts, en Queensland. En 1997 se mudó a Sídney.
Healy es la mayor de cinco hermanos, su hermano menor es el actor Bartholomew Healy.

## Carrera
Sam actuó en varias producciones teatrales como Double Take, Summer of the Aliens, Suburbia y  A Doctor in Spite of Himself mientras estudiaba.
Su primera participación en televisión fue en la serie Wildside donde interpretó a Candy en 1997. 
De 1998 a 1999 apareció como personaje regular en el drama australiano médico All Saints donde interpretó a la determinada Jazmina Hillerman. Ese mismo año apareció en las películas The Sugar Factory junto al actor Anthony Hayes y en Dear Claudia. 
Entre el 2000 y el 2001 se unió al elenco de la serie BeastMaster donde interpretó a la astuta, tramposa y seductora demonio Iara, uno de los personajes favoritos de los fanes. También apareció en la película hecha para la televisión The Magicians y apareció en las series Water Rats y Farscape, donde interpretó a Rylani Jeema Dellos, la esposa de Ghebb Dellos, quien luego de ser capturada por los Scarrans la utilizaron en uno de sus experimentos genéticos, estos experimentos dieron como resultado el nacimiento de su hijo Scorpius.
En el 2004 apareció en la serie australiana Blue Heelers donde interpretó a Donna Maitland en seis episodios. En el 2006 participó en la serie Monarch Cove donde interpretó a Elizabeth De Brett, junto a Virginia Williams y Kieran Hutchison. 
En el 2007 apareció en la miniserie americana The Starter Wife, también apareció en la película The Condemned donde interpretó a Bella hasta que su personaje fue asesinado por McStarley (interpretado por Jones), la película muestra como un grupo de personas condenadas a morir bajo pena de muerte reciben la oportunidad de competir por salvar sus vidas en una solitaria isla. Sin embargo todo cambia cuando se enteran de que solo una persona podrá "ganar" y para obtener su libertad tendrá que matar a los demás. 
En el 2007 se unió como un personaje invitado a la exitosa serie australiana Mcleod's Daughters, donde interpretó a la egoísta Ashleigh Redstaff, la hermanastra de Marcus Turner.

## Filmografía[2]
Series de televisión
| Año         | Título                         | Personaje               | Notas                                |
| ----------- | ------------------------------ | ----------------------- | ------------------------------------ |
| 2012        | Mrs Biggs                      | Sheree                  | episodios # 1.4                      |
| 2007        | Mcleod's Daughters             | Ashleigh Redstaff       | 13 episodios                         |
| 2007        | The Starter Wife               | Zen-Oh Hostess          | junto a Debra Messing & Joe Mantegna |
| 2006        | Monarch Cove                   | Elizabeth De Brett      | 14 episodios                         |
| 2005        | Last Man Standing              | Helen                   | episodio #1.3                        |
| 2004        | Blue Heelers                   | Donna Maitland          | 6 episodios                          |
| 2004        | MDA: Medical Defense Australia | Jass                    | episodio "Pas De Deux"               |
| 2003        | Stingers                       | Fiona                   | episodio "Sex & Drugs & Deep House"  |
| 2002        | The Lost World                 | Reyna Zi-Zo             | aparece en el episodio "Ice Age"     |
| 2001        | Farscape                       | Rylani Jeema Dellos     | episodio "Incubator"                 |
| 2000 - 2001 | BeastMaster                    | Demonio Iara            | 7 episodios                          |
| 2000        | Water Rats                     | Blaire Wenzel           | episodio "Family Ties"               |
| 1998 - 1999 | All Saints                     | Jazmina "Jaz" Hillerman | 3 episodios                          |
| 1998        | Children's Hospital            | Tamara                  | episodio "No Escape"                 |
| 1997        | Wildside                       | Candy                   | 2 episodios                          |

Películas
| Año  | Título            | Personaje    | Notas                                                                   |
| ---- | ----------------- | ------------ | ----------------------------------------------------------------------- |
| 2007 | The Condemned     | Bella        | junto a Steve Austin, Vinnie Jones & Rick Hoffman                       |
| 2005 | Little Oberon     | Cleopatra    | junto a Helen Dallimore                                                 |
| 2005 | The Extra         | Door Bitch   | -                                                                       |
| 2004 | Peaches           | Jass         | junto a Hugo Weaving, Jacqueline McKenzie, Matthew Le Nevez & Emma Lung |
| 2000 | The Magicians     | Molly DeVane | junto a Peter Firth, Kimberley Davies & Charlie O'Connell               |
| 1999 | Dear Claudia      | Sara         | junto a Bryan Brown                                                     |
| 1998 | The Sugar Factory | Stephanie    | junto a Matt Day, Anthony Hayes & Marshall Napier                       |

Teatro
| Año  | Obra                         | Personaje  | Director (a)   | Teatro        | Notas                                                                      |
| ---- | ---------------------------- | ---------- | -------------- | ------------- | -------------------------------------------------------------------------- |
| 2002 | Great Expectations           | Estella    | Simon Phillips | Drama Theatre | junto a Julie Forsyth, Asher Keddie, Richard Piper & Angela Punch McGregor |
| 2001 | The Rood Screen              | Mary       | Anna Messariti | -             | -                                                                          |
| 1996 | Double Take                  | Mary       | Rod Wissler    | -             | -                                                                          |
| 1996 | Summer of the Aliens         | Mrs. Irvin | Mark Radvan    | -             | -                                                                          |
| 1996 | Suburbia                     | Bee Bee    | Robert Cohen   | -             | -                                                                          |
| 1996 | A Doctos in Spite of Himself | -          | Anthony Simcoe | -             | -                                                                          |
| 1995 | God of Vengence              | Hyndyl     | Bruce Shapiro  | -             | -                                                                          |
| 1995 | Romeo & Juliet               | Juliet     | Dianne Eden    | -             | -                                                                          |
| 1995 | The Golden Age               | Ministro   | Mark Radvan    | -             | -                                                                          |
| 1994 | Oh What A Lovely War         | -          | Sean Mee       | -             | -                                                                          |
| 1994 | Strange Attractions          | Reina      | Hugh Breakey   | -             | -                                                                          |